# Lex gabinia-calpurnia
Pour les articles homonymes, voir Lex Calpurnia.
Lex gabinia-calpurnia de insula Delo est une loi romaine datée de 58 avant notre ère, sous le consulat de Gabinius et de Pison, dont elle tire son nom. Elle exonère l’île de Délos des droits de douane (portoria) qu’elle devait verser à Rome jusque-là.

## Source
Elle est connue par une inscription bilingue découverte à Mykonos en 1907 et publiée pour la première fois en 1922.

## Promulgation et contenu
La loi est votée par le peuple réuni en comices tributes. Elle octroie aux habitants de Délos et des îles proches une exemption fiscale totale, ainsi que certaines facilités judiciaires nouvelles pour obtenir réparation pour les pertes qu’ils auraient pu subir depuis le début de la guerre de Mithridate. 
« Que cette île ne soit pas assujettie à l’impôt,
lorsque (son ?) imposition, en vertu du cahier des charges de
l’adjudication qu’ont faite, pour l’île de Délos, les censeurs Lucius César
et C. Curion pour l’année en cours aura été perçue (ou : sera perçue) ;
qu’aucune autre imposition, ni aucune somme d’argent pour
l’entrepôt du blé public ne soit payée ; que, dans l’avenir, personne ne
mette en adjudication (les impositions de) l’île de Délos et des îles
qui sont autour de Délos, parmi lesquelles Artemita Celadea et les
îles voisines ; et que personne ne rende l’île de Délos et ces îles de
nouveau assujetties à l’impôt ; et qu’aucun de ceux qui habitent,
ont habité ou habiteront l’île de Délos ne soit redevable d’une
imposition ; le statut que possédaient l’île de Délos et ceux qui
l’habitaient avant que Mithridate ne fasse la guerre au peuple romain,
que l’île de Délos et ceux qui l’habiteront le possèdent à l’identique.
Que ceux qui... ou (pour) la tête de bétail qu’ils (auront importée)...» 

## Interprétation
Cette loi s’inscrit dans une politique plus large, menée par les deux consuls de 58, en vue de réorganiser les provinces orientales qui avaient souffert des guerres contre Mithridate et des exactions régulières de l’administration.
À la même époque, on voit des redécoupages géographiques de ces régions. Le consul Pison exerça son proconsulat (57-55) sur la Macédoine qu’il avait lui-même redéfinie.
Claude Nicolet, dans son article (voir bibliographie), relie également cette loi à la réorganisation de la politique frumentaire de Rome (annone), en cours depuis plusieurs années. 